# Бойовий простір
Бойовий простір (англ. Battlespace) або Поле бою (битви) — цим терміном позначають єдину військову стратегію інтеграції та об'єднання збройних сил на театрі військових операцій, в тому числі повітрі, інформаційному просторі, землі, моря і космічного простору для досягнення військових цілей. Він охоплює середовище, фактори та умови, які повинні бути усвідомлені для успішного використання військової сили, захисту сил, або завершення місії (завдання). До нього належать: стан ворожих і дружніх збройних сил, інфраструктура, погода, місцевість та електромагнітний спектр, в рамках простору оперативної діяльності та сфери інтересів.